# Oude-Tonge
Oude-Tonge (aussi nommé: Oudetonge)  est un village dans la commune néerlandaise de Goeree-Overflakkee, dans la province de la Hollande-Méridionale. Il est situé sur l'île de Goeree-Overflakkee. Le 1er janvier 2006, le village comptait 4 853 habitants.

## Histoire
Le village a été mentionné pour la première fois en 1420 ou 1421 sous le nom de « die Tonghe ». Le nom actuel signifie "vieux promontoire". Oude (qui signifie "ancien") a été ajouté pour le distinguer de Nieuwe-Tonge. Oude-Tonge s'est développée après la création du polder Het Oudland en 1438. Elle est située dans le heerlijkheid Grijsoord qui a été inondé au XIIIe siècle. En 1647, le village brûle. Le port fut relié à un canal après la création du polder Aymon-Louise en 1856.
Oude-Tonge abritait 2 263 personnes en 1840.
Le village a été gravement touché par les inondations de la mer du Nord en 1953, 305 habitants du village s'étant alors noyées. Jos de Boet, 20 ans, originaire d'Oude-Tonge, a perdu 42 membres de sa famille dans la catastrophe.
Jusqu'en 1966, Oude-Tonge était une commune indépendante. Le 1er janvier de cette année, Oude-Tonge fusionna avec Ooltgensplaat et Den Bommel, pour former la nouvelle commune d'Oostflakkee. En 2013, elle est devenue une partie de la municipalité de Goeree-Overflakkee.

## Monuments
L'église réformée hollandaise est une église à deux nefs datant de la fin du XVe siècle. La tour a été construite au début du XVIe siècle. Elle avait autrefois une flèche en forme d'oignon, mais celle-ci a été supprimée lors de la restauration de 1812. L'église catholique de l'Assomption de Marie est une église à trois nefs en forme de basilique qui a été construite entre 1896 et 1897 et conçue par Joseph Cuypers.

## Images

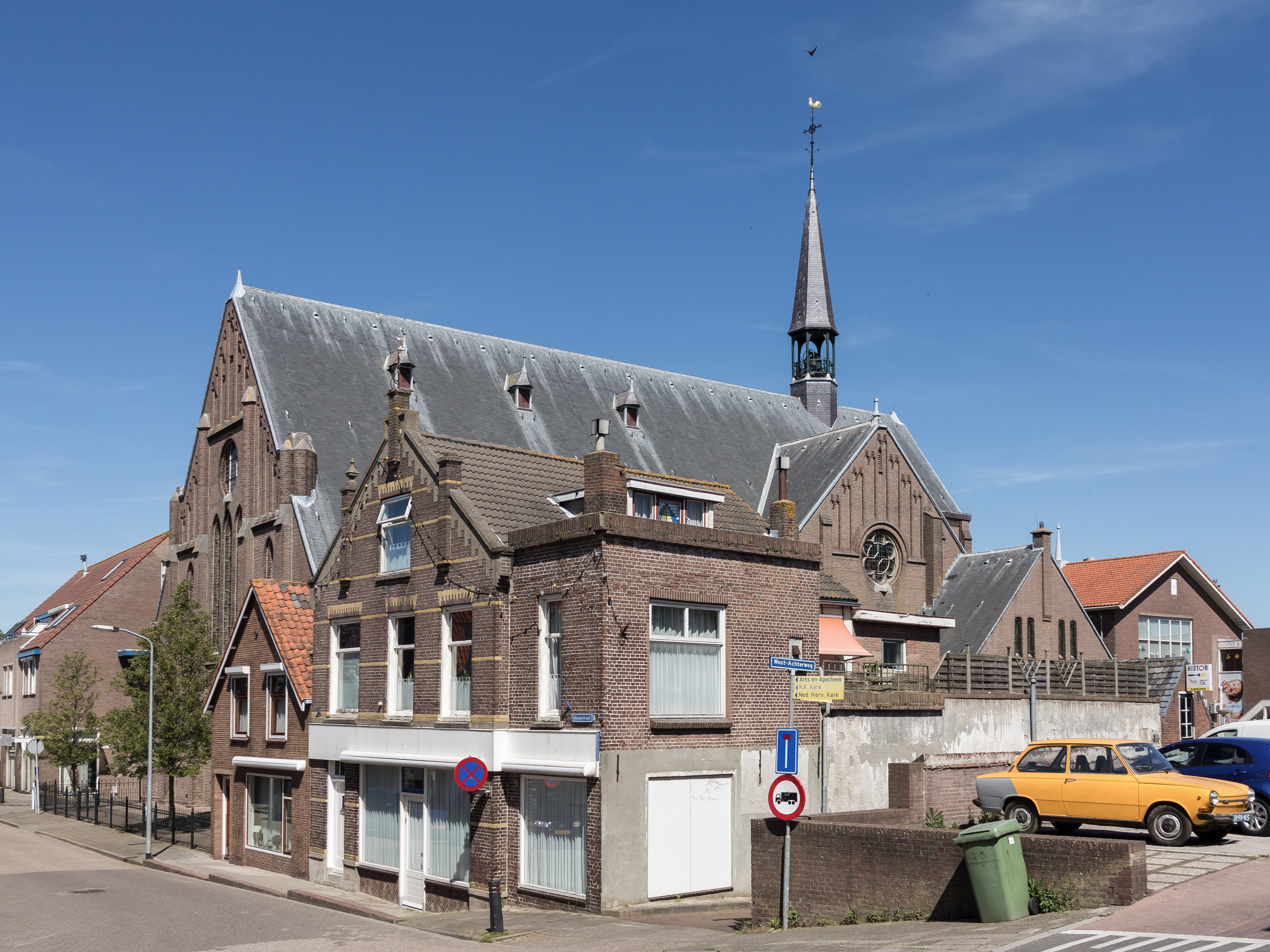
Église catholique: de kerk OLV Hemelvaart

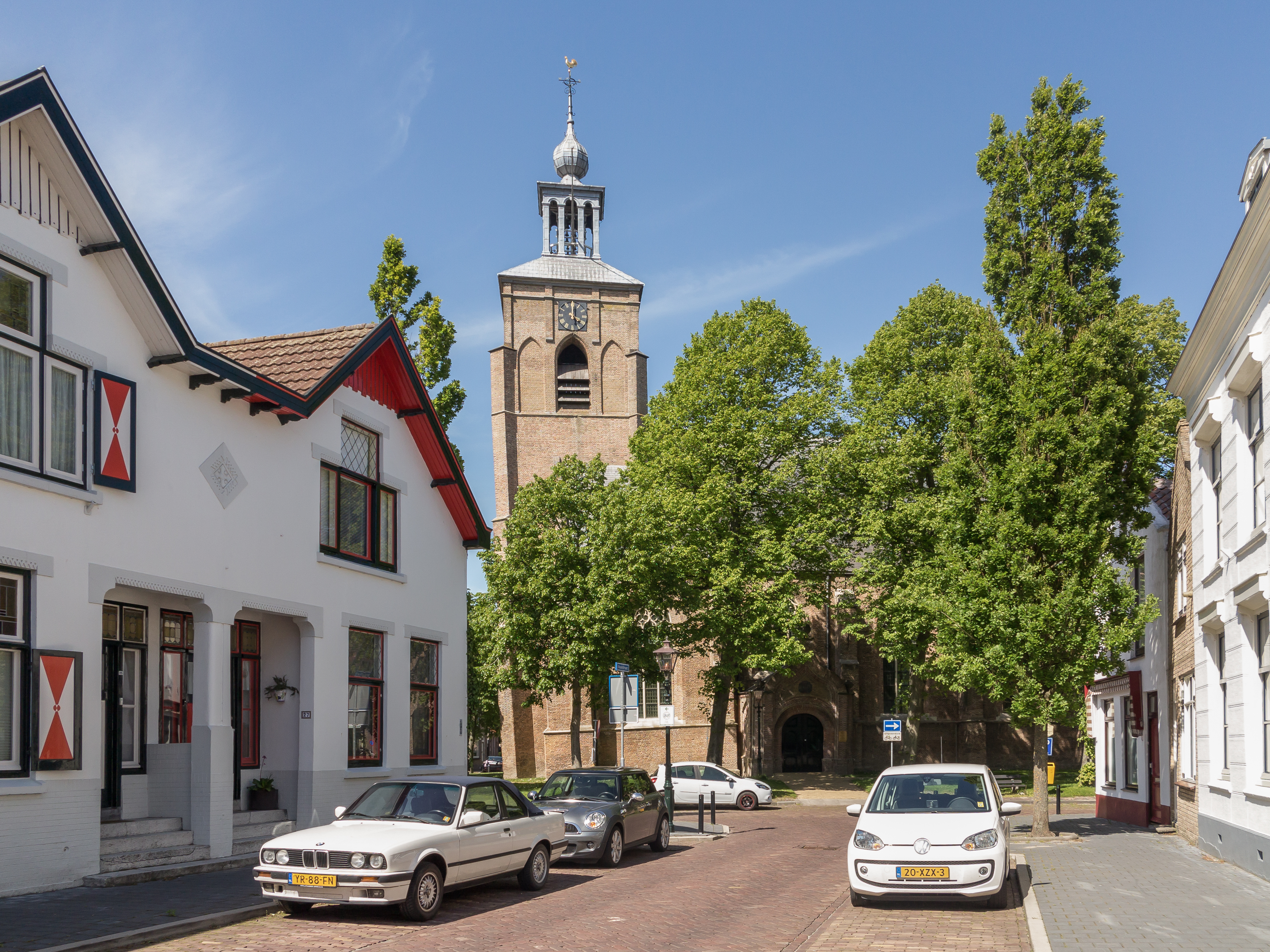
Église catholique dans la rue